# 普羅賽克

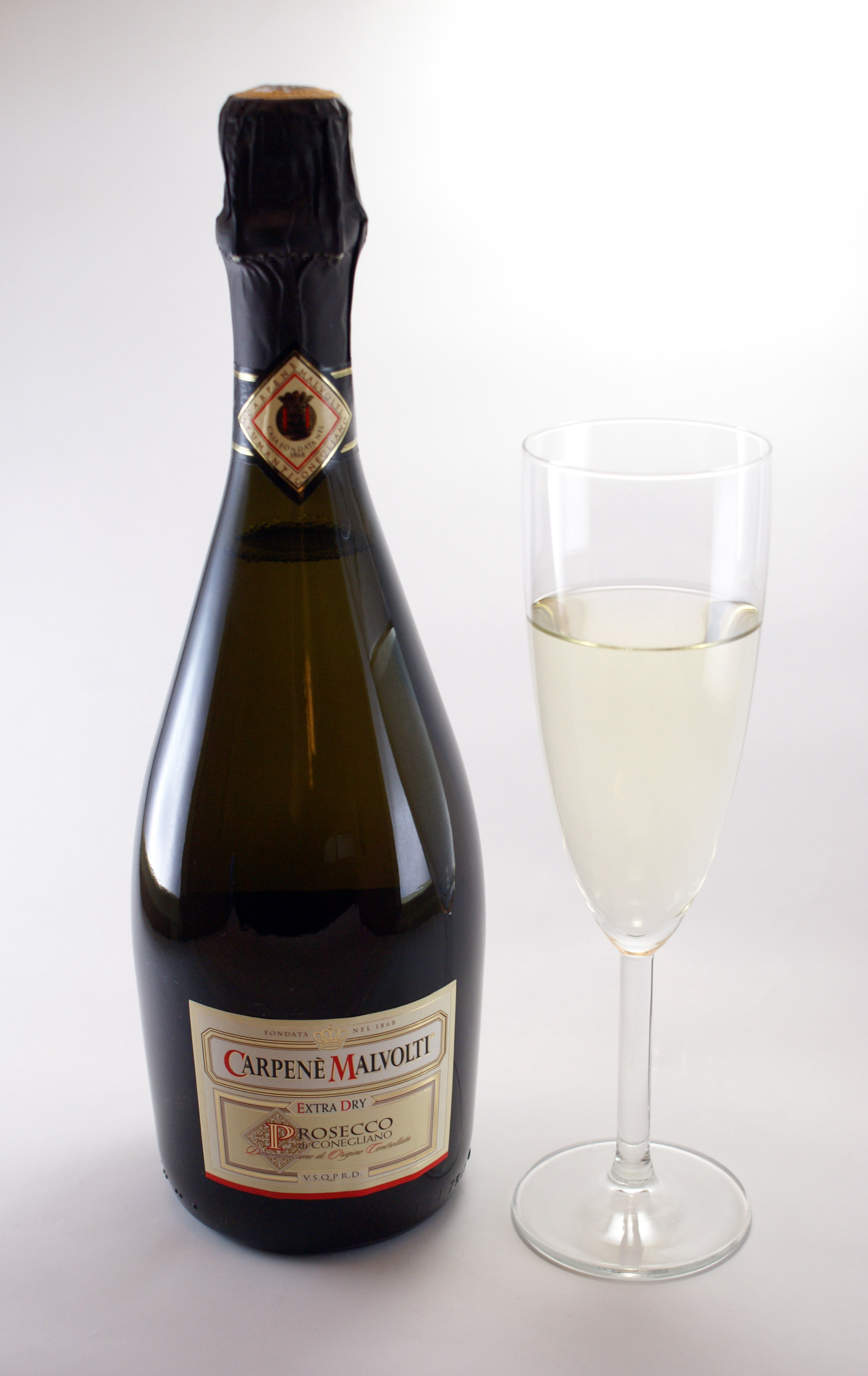

普罗赛克（義大利語：Prosecco，又譯為派雪克、珀赛蔻、薄賽珂）是一种意大利氣泡酒，口感为干或极干，其產於義大利東北部威尼托大区的薄賽珂產區，是義大利著名的氣泡酒產地，同時也是義大利的第二大氣泡酒的產區。普罗赛克是由品種葡萄格雷拉所釀造，最早是種植在義大利的弗留利產區，直到被帶進威尼托後成為義大利最受歡迎的氣泡酒品種。薄賽珂因成为一款名为“貝里尼”鸡尾酒的主要基酒而知名，也因比香槟酒价格更实惠而越来越流行于市。

## 歷史
最早關於普罗赛克的記載，是於1754年由意大利作者Aureliano Acanti的一本著作《Il roccolo Ditirambo》中提及。但直至二次大戰後，此酒尚未成名，也僅盛行於意大利本土。到1960年代，由於釀造技術之改良，此酒品質大為提升，銷量也因此而增加。
自2000年代起，普罗赛克開始被帶入美國，並逐漸融入美國葡萄酒市場中之主流。

## 製法
普罗赛克是以大槽法釀造的氣泡酒。大槽法也被稱為義大利法（Italian Method）或馬提諾利法（Martinolli Method），主要是把葡萄放入不鏽鋼罐內，產生氣泡的二次發酵過程也在不銹鋼桶中產生，由於與酵母接觸的時間僅30天左右，也使得酒款保有較多的果香與花香特質。如此就能以低成本酿出與香槟同樣品質之起泡葡萄酒。而且普罗赛克不需要长时间的瓶内陈酿。
用來釀造普罗赛克的主要葡萄品種，在過去也被稱為普罗赛克，但因為酒款與葡萄品種同名容易引起誤會，2009年開始正式全面以格雷亞稱呼。這種葡萄偏好丘陵地形，屬於半芳香系品種，帶有自己特色的香氣。除了格雷亞外，通常還允許混有最多15%其他白葡萄品種，例如維蒂索、白特雷維佐、佩雷拉（Perera）、莎当妮、白皮諾、灰皮諾、黑皮諾及長格雷亞（Glera Lunga）。

## 產區
DOCG级别的普罗赛克产自意大利威尼托大区的 Friuli Venezia Giulia 小产区，名为科内利亚诺和瓦爾多比亞代內的两块地区。这两片区域在特雷維索北面的山坡上。根據歐盟法律，只有在這一地區種植的葡萄的氣泡酒才能稱為普羅賽克。